# Lake Lahontan

Karte des Nordwestens der Vereinigten Staaten während des Pleistozäns rund 14.500 Radiokarbon-Jahre (~17.500 Kalenderjahre) vor unserer Zeit

Lake Lahontan ist der Name eines endorheischen Sees während der Eiszeit. Er befand sich größtenteils auf dem Gebiet der heutigen US-Bundesstaaten Nevada, Kalifornien und Oregon im sogenannten Großen Becken.
Zum Zeitpunkt seiner größten Ausdehnung vor zirka 12.700 Jahren bedeckte der See mit einer Fläche von rund 22.015 km² einen Großteil des Nordwestens des heutigen Nevadas und unter anderem die Black Rock Desert. Seine mit ca. 275 Metern tiefste Stelle befand sich dort, wo heute noch der Pyramid Lake liegt. Während dieser Zeit war er wahrscheinlich der größte See in Nordamerika.
Vor rund 9.000 Jahren trocknete der See weitgehend aus. Heute ist ein Stausee nach ihm benannt, das Lahontan Reservoir.

## Einst vom Lake Lahontan bedeckte heutige Gebiete
- Black Rock Desert
- Carson Sink
- Honey Lake
- Humboldt Sink und Humboldt Lake
- Lahontan Valley (Forty Mile Desert)
- Pyramid Lake
- Walker Lake
- Winnemucca Lake